# Nyílfarkú papagáj
A nyílfarkú papagáj (Belocercus longicaudus), korábbi nevén hosszúfarkú papagáj,  a madarak osztályának papagájalakúak (Psittaciformes) rendjébe és a szakállaspapagáj-félék (Psittaculidae) családjába tartozó Belocercus nem egyetlen faja.

## Rendszerezése
A fajt Pieter Boddaert holland orvos, biológus és ornitológus írta le 1783-ban. Sorolják a Psittacula nembe Psittacula longicauda néven is.

## Előfordulása
Dél- és Dél-Ázsiában, Brunei, India, Indonézia, Malajzia, Mianmar, Szingapúr és Thaiföld területein honos.Természetes élőhelyei a szubtrópusi és trópusi síkvidéki esőerdők, mangroveerdők és mocsári erdők, valamint ültetvények. Nomád faj.

## Megjelenése
Testhossza 48 centiméter, testtömege 170–200 gramm.

## Természetvédelmi helyzete
Az elterjedési területe még rendkívül nagy, de csökken, egyedszáma szintén csökken. A Természetvédelmi Világszövetség Vörös listáján sebezhető fajként szerepel.